# Policarpo Mata
El General Policarpo Mata nació en Santa Ana del Norte, el 26 de enero de 1793. Falleció en dicha población, el 24 de agosto de 1881. Prócer de la Independencia, fue uno de los más cercanos cooperadores del alzamiento de Arismendi contra Urrieztieta, en noviembre de 1815.

## Biografía
Policarpo Mata Romero nació en Santa Ana del Norte, el 26 de enero de 1793. Hijo de Manuel Isidro Mata y María de los Dolores Romero.
Era el mayor de cinco hermanos: Andres Mata (1794), Petronila Mata (1794) Fracisca Candida Mata (1798), Leon José Mata (1807), Maria Severa Mata (1802).
Se casó con la barcelonesa María Vicenta Godoy Freites y entre sus  hijos destacan: Policarpo y Ángel Víctor Mata Godoy.

## Trayectoria
Su participación en la Guerra de la Independencia  empieza  desde el 4 de mayo de 1810 y fue uno de los más cercanos cooperadores del alzamiento de Juan Bautista Arismendi contra Urrieztieta,
Arismendi, al que Morillo había perdonado de la sentencia de muerte, se rebelaba a su partida al desembarcar el 14 de noviembre de 1815 en Margarita con 30 hombres reuniendo rápidamente 1.500 armados principalmente con machetes y azadones pasando además a cuchillo a toda la guarnición española de Juan Griego, unos 200 hombres al mando del gobernador Joaquín Urreistieta (16 de noviembre) apoderándose de la isla.
en   noviembre   de 1815   combatió en la Villa del Norte, Huertas de La Asunción, Los Barales
Policarpo Mata. Militar margariteño, activo en su isla natal durante las campañas de 1815 a 1817. Como Teniente Coronel, Mayor General de la Caballería de la isla, se distinguió en una acción dada contra los españoles el 19 de abril de 1816. Ascendido a Coronel el 6 de mayo siguiente.
En la acción de Los Robles, el 6 de agosto de 1816, recibió heridas. En la Villa del Norte, en mayo de   1816,  el  Libertador lo ascendió al grado de Coronel.
El 31 de julio de 1817 combatió en la batalla  conocida como la "Batalla de Matasiete", en la que un ejército pequeño en cantidad (400 margariteños)  gran lucha en la que sellaron el triunfo de la independencia en la isla con la de derrota de 3.400 soldados entrenados y bien equipados comandadas por el General Morillo. Lucho junto a  el General Francisco Esteban Gómez, Joaquín Maneiro, Pablo Ruíz, Rafael Picado, Cova, Antolín, Figueroa, Villalba, Sarmiento, Espinoza y Victorino Guzmán, y muchos más oficiales valerosos.
A mediados de 1825 desempeñaba en Margarita las funciones de Gobernador, Político y Militar.
Concluida la Independencia  sirvió  importantes cargos,  entre  ellos, Gobernador  y  Comandante   de  Armas  de Margarita, en 1830.
El Congreso de Venezuela, en 1835, lo ascendió a General de Brigada. Perteneció el General Mata al Partido Oligarca junto con sus hijos Policarpo y Ángel Víctor Mata Godoy, siendo Jefe de esa organización en la región Norte de la Isla.
Su reemplazo por el General Rafael de Guevara dio motivo a la revuelta que estalló en Pampatar, el  3   de  noviembre  del  citado año, acaudillada por el Comandante y Jefe   Militar   de   ese   puerto   Teniente Coronel Marcos Silva. Gobernó nuevamente   en   el  período 1836 a 1839.
En 1842 fue Comandante de Armas de la Provincia.   En   1859,  dice el historiador   José    Silverio    González Várela,   retiróse   a la  vida  privada, pero en el mismo año al estallar la Guerra Federal,   fue  designado  Jefe de la Expedición de Margarita contra   los   revolucionarios de Oriente, logrando el 13 de octubre, el asalto y toma de Carúpano.
El 28 de febrero de 1863, con motivo de los sucesos acaecidos en el castillo de Pampatar, donde fue asesinado el Comandante  Lucio   Celis  Belisario,  el Gobernador de la Isla, Don Ignacio Maneiro lo designa Comandante de Armas   y  Jefe   de   Operaciones,   cargo que acepta,  pero  manifiesta  que  lo hace en prueba del amor que profesa a su Patria y para cooperar con la salvación de la Provincia, pero que por   muy  pocos  días podrá   ejercer el empleo  a causa   de   sus   notorios males.

## Muerte
Falleció en La Isla de Margarita, Venezuela , el 24 de agosto de 1881.
Pedro Brito González, brindo un discurso en la iglesia de su natal Santa Ana, el 24 de agosto de 1881, en el entierro del ilustre prócer de la Independencia, general Policarpo de Mata.
El 10 de abril de 1890 sus restos y los de Vicenta y Joaquina Godoy fueron inhumados y colocados debajo de una misma loza en el pavimento de la iglesia de Santa Ana del Norte cerca del altar de Nuestra Señora de los Dolores según aparece en el registro de defunciones de la iglesia.

## Legado
En Margarita se mantiene en pie la casa de Policarpo Mata , aparte de haber nacido él, el General Simón Bolívar se hospedó en dos ocasiones cuando visitó la Isla de Margarita.  Policarpo Mata fue un participante activo en los acontecimientos que ocurrieron en la Isla de Margarita el 4 de mayo de 1810, cuando la Isla de Margarita se unió al Grito de Independencia del 19 de abril ocurrido en Caracas.
La heroína Petronila de Mata, quien fue hermana del General Policarpo Mata y esposa de Francisco Esteban Gómez, también nació en Santa Ana. Actualmente esta casa es la sede de la biblioteca Justa Mata Gamboa.